# Inhaler
Inhaler é uma banda de rock irlandesa originária de Dublin, na Irlanda. A banda é formada pelo vocalista / guitarrista Elijah Hewson, o baixista Robert Keating, o guitarrista Josh Jenkinson e o baterista Ryan McMahon. A banda foi cotada para o sucesso em 2020, quando ficou em 5º lugar na pesquisa Sound of ... Music da BBC. A Inhaler lançou nove singles, "I Want You", "It Won't Always Be Like This", "My Honest Face", "Ice Cream Sundae", "We have to Move On", "Falling In", "When It Breaks", "Cheer Up Baby" e, mais recentemente, "Who's Your Money On (Plastic House)". Seu álbum de estreia, It Won't Always Be Like This, foi lançado em 9 de julho de 2021.

## 2015–2017: primeiros anos
Originalmente formada em 2012 no St Andrews College em Blackrock, Dublin, a banda só decidiu pelo nome Inhaler em 2015. Jenkinson se juntou à banda logo após o nome da banda ser decidido.

## 2018 - presente:nem sempre será assim
O grupo lançou seu single de estreia, "I Want You", em 2017. O single foi apresentado no Garageland Volume 1, lançado em 14 de abril de 2017. Posteriormente, seguiram-se mais três singles em 2019, nomeadamente "It Won't Always Be Like This", "My Honest Face" e "Ice Cream Sundae". Eles ficaram em quinto lugar na pesquisa musical anual da BBC , Sound of 2020 . Em 21 de janeiro de 2020, o grupo lançou seu quarto single, intitulado "We Have to Move On".
Em suas turnês de 2019-2020, a banda lançou um EP de estreia autointitulado com os singles "It Won't Always Be Like This", "Oklahoma" (Late Night Version), "My Honest Face" e "There's No Other Place"
Para o Record Store Day 2020, a banda lançou seus singles como discos de vinil de edição limitada.
A banda foi uma das vencedoras do  Music Moves Europe Talent Award 2021 e também foi pré-selecionada para o MTV PUSH UK & IRE 2021.
Em 17 de março de 2021, a banda lançou um single intitulado "Cheer Up Baby" e anunciou que seu próximo álbum de estreia, It Won't Always Be Like This, seria lançado em 16 de julho de 2021. Em 13 de maio de 2021, a banda anunciou em suas redes sociais que o lançamento do álbum seria adiado em uma semana, para ser lançado em 9 de julho de 2021.

## Membros da banda
- Elijah Hewson (nascido em 17 de agosto de 1999) - vocal principal, guitarra base, guitarra principal
- Robert Keating (nascido em 19 de abril de 2000) - baixo, vocais de apoio
- Josh Jenkinson (nascido em 8 de outubro de 1999) - guitarra principal, guitarra base
- Ryan McMahon (nascido em 28 de agosto de 1999) - bateria

Louis Lambert (teclados e sintetizador) se junta à banda para apresentações ao vivo.

## Discografia

### Álbuns de estúdio
| Título                            | Detalhes |
| --------------------------------- | --- |
| ''It Won't Always Be Like This '' | - Lançado: 9 de julho de 2021 - Etiqueta: Polydor - Formato: vinil, CD, download digital, streaming, cassete |

### Músicas
| Ano  | Título                               | Posições do gráfico de pico | Álbum / EP                   |
| Ano  | Título                               | BEL <br> (FL) <br> Dica <br> | Álbum / EP                   |
| ---- | ------------------------------------ | --- | ---------------------------- |
| 2018 | "I Want You"                         | Predefinição:Non-album single |                              |
| 2019 | "My Honest Face"                     | 24 | It Won't Always Be Like This |
| 2019 | "Ice Cream Sundae"                   | rowspan="3" style="background: #ececec; color: grey; vertical-align: middle; text-align: center; " class="table-na"\|non-album singles |                              |
| 2020 | "We Have to Move On"                 | 37 |                              |
| 2020 | "Falling In"                         | - |                              |
| 2020 | "When It Breaks"                     | 33 | It Won't Always Be Like This |
| 2021 | "Cheer Up Baby"                      | 13 | It Won't Always Be Like This |
| 2021 | "Who's You Money On (Plastic House)" | - | It Won't Always Be Like This |
| 2021 | "It Won't Always Be Like This "      | - | It Won't Always Be Like This |
| 2021 | "Totally"                            | - | It Won't Always Be Like This |

## Prêmios e indicações
| Ano  | Organização | Prêmio | Resultado | Ref.  |
| ---- | ----------- | --- | --------- | ----- |
| 2020 | NME         | style="background: #DDFBFF; color: black; vertical-align: middle; text-align: center; " class="included table-included"\|Incluído | [ 13 ]    |       |
| 2020 | BBC         | Som de 2020 | 5 ª       | [ 2 ] |